# Óriz
Óriz (Oritz en euskera) es una entidad de población española del Valle de Elorz, perteneciente a la Comunidad Foral de Navarra.

## Historia
Hacia mediados del siglo XIX, el lugar, ya por entonces perteneciente al valle de Elorz, tenía contabilizada una población de 52 habitantes. Aparece descrito en el duodécimo volumen del Diccionario geográfico-estadístico-histórico de España y sus posesiones de Ultramar de Pascual Madoz con las siguientes palabras:

ORIZ: l. del valle y ayunt. de Elorz, en la prov. y c. g. de Navarra, part. jud. de Aoiz (5 leg.), aud. terr. y dióc. de Pamplona (2): sit. en llano, á la izq. de la carretera que de la cap. conduce á Tafalla; clima sano; le combaten los vientos N. y S., y se padecen constipados. Tiene 9 casas que forman una manzana, la casa del cura, un palacio ant. en que sin duda habitaban los Srs. del l., con su frontines á los cuatro costados; igl. parr. dedicada á San Adrian, y servida por un vicario de provision del marqués de Góngora; cementerio contiguo á la misma, y para surtido de los vec. una fuente de aguas comunes y saludables; los niños acuden á la escuela de Imarcoain. El térm. confina N. Imarcoain; E. Torres, S. Guerendain, y O. Beriain: comprendiendo dentro de su circunferencia un soto con fresnos, y amenas deh. en que abundan yerbas para toda clase de ganado. El terreno es secano de escelente calidad para la produccion de cereales, y le atraviesa un arroyo, cuyas aguas le fertilizan. caminos: el espresado camino de Tafalla en buen estado, en el que hay una venta llamada Venta Blanca. La correspondencia se recibe de la cap. de prov. por los mismos interesados. prod.: trigo, cebada, avena, habas, garbanzos, arvejas, maiz y otros granos y legumbres; cria de gaando caballar, mular y lanar; caza de codornices. pobl.: 9 vec., 52 alm. riqueza: con el valle (V.). Este l. es propiedad del marqués de Góngora. El año 1223 D. Iñigo de Oriz dió este pueblo con todas sus pertenencias, á doña Inés, su mujer. En 1483 la pecha del l. de Oriz era 28 galletas de vino; pero no se cobraba por el Erario, en razon de que se habian muerto ó ausentado todos los labradores. El señor solariego, D. Garcia Lopiz de Roncesvalles, se apropió las heredades, y despues de él las poseyó Doña Pascuala, su hija.
(Madoz, 1849, pp. 365-366)

En 2022, tenía empadronados cuatro habitantes.

## Patrimonio
Hay en el lugar un palacio, del tipo cabo de armería, del que en el siglo XIX se decía que «sin duda habitaban los Srs. del l., con su frontines á los cuatro costados». En sus paredes había pinturas murales sobre la guerra de Sajonia del siglo XVI.